# 吴信泉
吴信泉（1912年3月26日—1992年4月2日），中国人民解放军中将，1955年获二级八一勋章、一级独立自由勋章、一级解放勋章，1988年获一级红星功勋荣誉章。

## 生平
吴信泉生于1912年3月26日湖南省平江县长寿区何家段村。1927年参加平江农民赤卫队。1930年参加中国工农红军。同年加入中国共产党。曾任红5军第3师特务连政治指导员、第4师第12团特派员，红3军团政治保卫局执行部部长。参加了中央苏区第一至第五次反"围剿"作战和长征。到达陕北后，任红15军团第75师特派员、师政治部主任。参加了东征、西征等战役。
抗日战争初期，任八路军第115师第344旅第688团政治处主任、第687团政治委员。参加了晋东南反"九路围攻"。1940年随部东进冀鲁豫边区，任八路军第2纵队新编第2旅政治委员。同年5月奉命率部南下华中支援新四军，任新四军第3师第8旅政治委员，苏北军区淮海军分区司令员兼政治委员。先后参加高沟杨口、阜宁、两淮等战役战斗。
抗日战争胜利后赴东北，任新四军第3师独立旅旅长兼政治委员，东北民主联军第2纵队第6师师长兼政治委员、纵队副司令员兼参谋长。参加了四平保卫战、东北1947年夏、秋、冬季攻势作战和辽沈战役。在冬季攻势作战中，率领第2纵队临时前方指挥所，指挥部队奋勇作战，连克王道屯、前后闻台等地，俘虏国军新编第5军军长陈林达和第195师师长谢代蒸。1949年任第四野战军第39军政治委员，率部参加了平津、衡宝、广西等战役。在向中南进军中，一路连战连捷，先后解放柳州、南宁等多座大城市，把胜利的红旗一直插到祖国最南部的边陲重镇――镇南关。  　　
1950年参加抗美援朝，先后任中国人民志愿军第39军军长、西海岸防御指挥部副司令员。参加了第一至第五次战役，指挥部队连创“四个第一”。在第一次战役中，指挥部队激战云山，首开中美军队现代历史上第一次交锋的纪录，重创号称自美国独立战争组建以来160多年从无失败纪录的美国王牌部队――骑兵第1师，歼滅美国为首的联合国军2000余人，其中美军1840余人。在第二次战役中，组织部队在给联合国军以沉重打击后，抓住战机，全线追击，指挥第116师率先进入平壤，成为志愿军第一支进入平壤的部队，朝鲜首都平壤从此再未落入敌人之手。在第三次战役中，指挥部队再拔头筹，率先攻入汉城，先头部队占领韩国总统府。第四次战役开始后，指挥部队激战东线，第117师在向横城勇猛穿插的作战中，歼敌3300余人，其中俘美军800余人，创志愿军一次战斗生擒美军人数最多的纪录。  　　
1953年回国后，任东北军区副参谋长，沈阳军区参谋长。1957年入军事学院学习。1960年至1982年任人民解放军炮兵副司令员。是第四届全国人大代表，中共第十二届中纪委委员。1955年获二级八一勋章、一级独立自由勋章、一级解放勋章。1988年获一级红星功勋荣誉章。1992年4月2日在北京逝世。

## 家庭
吴信泉将军有子女12人，8男4女。某日，周恩来戏问将军夫妇：“你们这艘航空母舰又添新飞机了没有?”故将军有“航空母舰”之绰号。